# 李必蕃
李必蕃（1892年—1938年5月14日），又名李必藩，字子祺，一作字子琪。湖南省嘉禾縣人。抗日戰爭期間陣亡的國民革命軍高階將領之一。

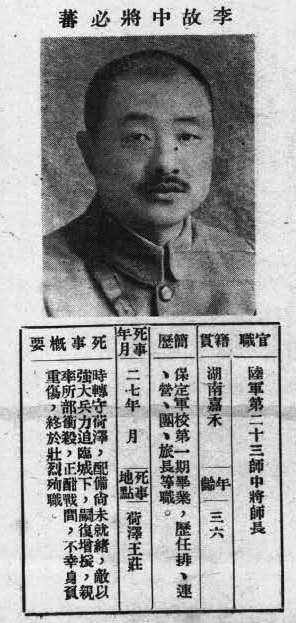
《抗戰軍人忠烈錄》（第一輯）中的李必蕃烈士遺像

## 生平[1]
李必蕃初級教育便投入職業軍人，先後就讀長沙陸軍小學堂、武昌陸軍中學堂，保定軍校第一期工兵科畢業，畢業後返回湖南省進入湘軍體系服役。
由於部分湘軍向孫中山主導的廣州國民政府輸誠，改編為建國湘軍，李必蕃先是擔任建國湘軍第二軍第四旅團長，後升任旅參謀長。隨後自湘軍體系脫離，進入國民革命軍系統。1925年，進入黃埔軍校擔任中校兵學教官，黃埔軍校第四期學生第二總隊副總隊長，後任第六期軍校訓練處上校處長。在國民政府結束北伐後，轉任國民革命軍第八軍第16團上校團長，之後升任國民革命軍第23師67旅上校旅長（上層為國民革命軍第二十七軍，湘軍系統），參加了江西剿共戰爭與隨後長征的追擊部隊，1934年因軍長兼師長的李雲杰患病，李必蕃升任23師代理師長。李雲杰在1935年1月病死後，李必蕃晉升陸軍少將全面接手23師，1936年1月扶正為23師師長，下轄67旅、68旅。民國26年4月2日晉陸軍中將。1937年抗戰爆發後，23師從關中臨潼西調至山東德州沿津埔鐵路防守阻礙日軍南下，為滄州戰役。
在河北防禦被瓦解後，1938年4月，23師投入徐州會戰，佈署在山東省菏澤、鄆城一帶阻滯日軍南下。1938年5月9日，日本帝國陸軍攻擊68旅守備的鄆城，防禦遭攻破後撤菏澤。5月14日，日軍突破23師菏澤守備，李必蕃在作戰中負傷，殘餘部隊也撤退至菏澤王莊，後因傷勢惡化，決意自殺殉國，得年46歲。